# Younha
Go Younha (hangul: 고윤하; hanja: 高潤荷; Go Youn-ha, katakana: ユンナ, Yunna; Seul, 29 de abril de 1988) é uma cantora e compositora sul-coreana. Fez sua estreia como uma artista aos dezesseis anos e foi apelidada de "cometa Oricon", por causa do seu sucesso no Japão. Ela lançou oito singles e dois álbuns que se tornaram um sucesso, sendo que muitas das suas músicas apareceram em animes e dramas japoneses.

## Biografia
Nascida na Coreia do Sul e filha de pais amantes da música, Younha começou a tocar piano aos cinco anos. Ela gostava de dramas japoneses e isso despertou interesse na música japonesa. Com uma indicação de um estudante mais velho do clube de rádio da sua escola, começou a ouvir artistas como Hikaru Utada e Misia.[carece de fontes?] Assim, surgiu o seu sonho de se tornar uma cantora.
Para realizar seu sonho, Younha realizou diversas audições na Coreia. Ela diz que passou por mais de 20 audições e comentou em uma entrevista que uma agência a recusou porque não a achavam "bonita" o suficiente, embora cantasse bem. A sua mãe a incentivou a desistir, pois Younha não estava bem após tantas tentativas frustradas. Porém, um tempo depois, uma agência coreana se interessou por seu trabalho e ela assinou um contrato para sua estreia no Japão.

## Carreira

### 2004–05: Estreia e reconhecimento
Após um produtor de série de televisão ouvir a demo do seu primeiro single, "Yubikiri", ele decidiu que a canção seria inserida no drama Tokyo Wankei ~Destiny of Love~ da Fuji TV. Em outubro do mesmo ano, ela lançou seu primeiro single oficial, "Yubikiri -Japanese version-". Embora o single não tenha aparecido na parada Oricon, a gravadora pediu a Younha para deixar a escola e se dedicar a sua carreira como uma artista profissional. Ela concordou, mas é uma decisão que se arrepende.
O segundo single de Younha, "Houki Boshi", foi usado como tema de encerramento do popular anime Bleach. Ele se tornou um sucesso, estreando na 18ª posição da parada Oricon e alcançando a 12ª posição. Com esse single, ela se tornou a segunda coreana, depois de BoA, a aparecer no top 20 da parada Oricon. Menos de dois meses depois, ela lançou a música "Motto Futari de". Seu terceiro single, "Touch / Yume no Tsuzuki", foi usado como música tema na adaptação em live-action do mangá Touch e ele a fez aparecer novamente no top 20 da Oricon. O single estreou na 15ª posição e alcançou a 11ª posição na Oricon. Logo em seguida, lançou seu primeiro álbum, Go! Younha, que estreou na 10ª posição na Oricon e alcançou a 12ª posição nas paradas semanais.

### 2006–07: Estudos e estreia na Coreia
Em 2006, Younha lançou mais três singles: "My Lover", "Te wo Tsunaide" e "Ima ga Daisuki", que apareceram no Bleach GC: Tasogare Ni Mamieru Shinigami, Jyu Oh Sei e Jang Geum's Dream respectivamente.
Nesse tempo, ela se matriculou na Universidade Hankuk de Estudos Estrangeiros e começou sua estreia na Coreia, lançado um single digital, intitulado "Audition". O single foi bastante divulgado, sendo apresentado em muitos programas coreanos. Como resultado, após três meses, ele estava presente em todas as paradas coreanas.
Apesar do fraco desempenho dos seus últimos três singles no Japão, Younha foi escolhida para cantar a música tema do anime Kiba. A canção "Hakanaku Tsuyoku" foi usada como segundo tema de abertura do programa. O single foi lançado em 17 de janeiro de 2007 e alcançou a 36ª posição nas paradas. Ele foi seu último trabalho com a Epic Records.
Exatamente dois meses após lançar "Hakanaku Tsuyoku", Younha retornou a Coreia e lançou seu primeiro álbum coreano, The Perfect Day to Say I Love You. O álbum foi um sucesso e alcançou a 1ª posição nas paradas. A primeira canção a ser promovido no álbum foi "Password 486", que fez com que ela ganhasse duas vezes o prêmio SBS Inkigayo Mutizen. O videoclipe da música contou com a participação de Yoon Ji-hoo. O album também possui a colaboração de Wheesung. Em 14 de julho de 2007, Younha apareceu no Korean GomTV MSL Grand Finals (um torneio de StarCraft) e se apresentou na cerimônia de abertura. A segunda música provida foi "Love Condition". Embora não tenha ganho um videoclipe, ela foi apresentada inúmeras vezes e foi um sucesso nas paradas.
No MKMF de 2007, realizado em 17 de novembro, Younha ganhou o prêmio de Melhor Nova Artista Solo. Com seu sucesso crescente, Younha lançou uma versão coreana do álbum Go! Younha. O álbum, intitulado Comet, foi lançado em 23 de outubro, e teve dois singles de sucesso, "Hyeseong" e "At First Sight".

### 2008–09:SomedayePeace, Love & Ice Cream

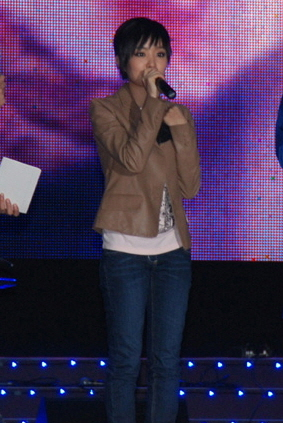
Younha se apresentando em 2008.

Devido ao seu crescente sucesso, a Epic Records rapidamente lançou um álbum intitulado SONGS -Teen's Collection- em 26 de março de 2008, que seria uma compilação de seus melhores singles. O seu contrato com a gravadora não foi renovado, por causa do desempenho ruim dos seus singles e do seu foco na indústria coreana de música.
Em 28 de agosto, Younha lançou o álbum Someday. Ele gerou dois singles de sucesso, "Telepathy" e "Gossip Boy". O álbum contou com a colaboração de Tablo, que co-escreveu e participou da canção "Memory".
No começo de 2009, ela voltou a indústria de música japonesa, agora afiliada a Sistus Records, com a versão japonesa de "Memory", intitulada "Kioku", que foi tema de encerramento do anime Rideback. A música foi incluída no álbum Hitotsu Sora no Shita. Ela também participou do filme japonês This Sunday, lançado em abril, também cantando a música tema, "On the Other Side of the Rainbow". Foram lançados dois singles físicos, "Girl" e "Sukinanda", mas nenhum chegou no top 100.
O seu terceiro álbum de estúdio, Part A: Peace Love & Ice Cream, foi lançado em 16 de abril de 2009, através da gravadora Lion Media. A faixa promocional "1, 2, 3" mostrou uma mudança no estilo de Younha, que passou a ser mais fofo e delicado, diferente de antigamente, que tinha um estilo mais de moleca. O estilo também mudou sua música e ela recebeu críticas positivas por isso, tornando-se novamente popular.
Em 11 dezembro, Younha lançou a segunda parte do seu terceiro álbum coreano, Part B: Growing Season, que se mostra mais maduro que o anterior. O single "We Broke Up Today" ficou na primeira posição das paradas.

### 2010–11:Under the Same Sky
Seu segundo álbum japonês, Under the Same Sky, foi lançado no Japão em 22 de setembro de 2010 e em 29 de setembro na Coreia. Ele conta com a colaboração de i-dep, Nakamura Hiroshi da Sotte Bosse e Depapepe. O álbum alcançou a 169ª posição na Oricon.
Após o lançamento de seu primeiro EP, Lost in Love, foram lançados vários singles em trilhas sonoras, assim como singles promocionais, como "One Shot", além da música balada pop-rock "Take Care of My Boyfriend". Muitas mencionaram que a canção "One Shot" tinha o estilo de quando Younha começou sua carreira e também a semelhança com a canção "Love Song" de Sara Bareilles. O EP se tornou o álbum menos vendido de Younha na Coreia.
Em 9 de maio de 2011, Younha virou a 22ª apresentadora do programa de rádio da MBC, "Starry Night".

## Discografia
| - 2007: The Perfect Day to Say I Love You - 2007: Comet - 2008: Someday - 2009: Peace, Love & Ice Cream - 2009: Growing Season - 2010: Lost In Love - 2012: Supersonic - 2013: Just Listen - 2013: Subsonic | - 2005: Go! Younha - 2008: SONGS -Teen's Collection- - 2010: Under the Same Sky - 2014: People |